# 宮崎県道332号宮崎神宮線
宮崎県道332号宮崎神宮線（みやざきけんどう332ごう みやざきじんぐうせん）は、宮崎県宮崎市を通る一般県道である。

## 概要
宮崎市神宮東1丁目から宮崎市神宮東3丁目に至る。
通り沿いにはクロガネモチの並木がある。

### 路線データ
- 起点：宮崎市神宮東1丁目（宮崎神宮前交差点、宮崎県道44号宮崎高鍋線交点）
- 終点：宮崎市神宮東3丁目（神宮東3丁目交差点、国道10号交点）
- 総延長：0.85 km

## 歴史
- 1959年（昭和34年）6月1日 - 宮崎県告示第226号[1]により路線認定される。

## 路線状況

### 通称
- 神宮南通り（宮崎神宮前交差点 - 東神苑前交差点）
- 神宮東参道（東神苑前交差点 - 神宮東3丁目交差点）

## 地理

### 通過する自治体
- 宮崎市

### 交差する道路
| 交差する道路                      | 交差する場所 | 交差する場所             |
| --------------------------------- | ------------ | ------------------------ |
| 宮崎県道44号宮崎高鍋線 / 神宮参道 | 神宮東1丁目  | 宮崎神宮前交差点 / 起点  |
| 国道10号 / 江平通り               | 神宮東3丁目  | 神宮東3丁目交差点 / 終点 |

### 沿線
- 宮崎神宮
- 宮崎県立大宮高等学校
- JR九州日豊本線 宮崎神宮駅